# Pilton (Devon)
Pour les articles homonymes, voir Pilton.
Pilton est une banlieue de la ville de Barnstaple, dans le Devon, en Angleterre.
Il s'agit d'un ancien village rattrapé par la croissance urbaine de Barnstaple, au sud. Il est séparé du centre-ville historique par la Yeo (en), un affluent de la Taw (en).

## Histoire
Pilton est mentionné dans le Burghal Hidage comme l'une des forteresses (burhs) édifiées sous le règne d'Alfred le Grand et son fils Édouard l'Ancien pour défendre le Wessex contre les raids vikings. Cette liste lui attribue une superficie de 360 hides, ce qui signifie que la défense de Pilton nécessite 360 hommes.
Le Domesday Book indique que le manoir de Pilton appartient à l'évêque de Coutances Geoffroy de Montbray en 1086. Le village compte alors 17 habitants.
En 1894, la paroisse civile de Pilton est divisée entre West Pilton, plus rurale, et East Pilton, plus urbaine et rattachée au borough de Barnstaple. La paroisse d'East Pilton est abolie en 1974, tandis que celle de West Pilton est rebaptisée Pilton West en 1999.

## Démographie
Au recensement de 2011, le ward de Pilton, qui comprend aussi le village de Bradiford (en) au nord et le quartier de Pottington au sud, comptait 4 452 habitants.
| 1801 | 1811 | 1821  | 1831  |
| ---- | ---- | ----- | ----- |
| 831  | 936  | 1 230 | 1 819 |

| 1841  | 1851  | 1881  | 1891  |
| ----- | ----- | ----- | ----- |
| 1 805 | 1 813 | 2 003 | 2 172 |

## Culture locale et patrimoine
L'église paroissiale de Pilton (en) est dédiée à la Vierge Marie. Il s'agit à l'origine de l'abbatiale d'un prieuré bénédictin fondé au Xe siècle et dissous en 1533. Dans son état actuel, l'église remonte aux XIIIe et XVe siècles, avec quelques réparations du XVIIe siècle. Elle constitue un monument classé de grade I depuis 1951.